# 式守家
式守家（しきもりけ）は、大相撲の行司家の一つ。式守の名の由来は「式とは何ぞ法を取るの名也」とされている。

## 由来
式守家の創設の由来は諸説あるが、明和4年（1767年）5月の番付から名前が載るようになった、初代式守伊之助が式守姓最初の行司であると言われる。
初代式守伊之助は、本名：谷伊之助。元文5年（1740年）生まれで、元は伊勢ノ海部屋の力士。その後行司に転向し、吉田司家の門人に。安永3年（1774年）10月、木村庄之助の次位となり、寛政9年（1793年）10月（実質的には3月）に引退。
その後、彼の弟子たちが式守姓を名乗るようになった。この関係で、明治30年代までは伊勢ノ海部屋系統の部屋の行司のみが式守姓を名乗っていた。
以降は、木村姓の最高位が木村庄之助、式守姓の最高位が式守伊之助と決まっており、行司は一度名乗った姓を改めることはなかった。しかし明治44年（1911年）5月、友綱部屋の6代木村庄三郎が10代式守伊之助を襲名して以降は、改姓も行われるようになった。
行司の年寄襲名が禁止される前は、式守伊之助は式守または永浜を年寄名として名乗っていた。平成26年（2014年）1月に日本相撲協会が公益財団法人に移行するまで、立行司は相撲協会の評議員の資格を認められていた名残で、「親方」の敬称で呼ばれることもある。
なお、年寄名跡の式守秀五郎は、もともとは行司が襲名した年寄名跡が起源である（木村家の同様の例として木村瀬平がある）。
式守姓の行司の名跡のうち、式守勘太夫、式守与太夫、式守錦太夫は総称して三太夫と呼ばれる。

## 軍配
木村姓と式守姓での一番の違いは軍配の持ち方である。式守姓は手のひらを上に向けて軍配を握り、これを「陽の構え」という。対して木村姓は逆に手のひらを下に向けて軍配を握り、これを「陰の構え」という。またかつては、軍配の形も式守姓は卵型、木村姓は瓢箪型と決まっていた。

## 式守姓の行司の名跡
- 式守伊之助 - 立行司名
- 式守伊三郎
- 式守夘之助
- 式守勘太夫
- 式守鬼一郎
- 式守錦太夫
- 式守錦之助
- 式守見藏
- 式守慎之助
- 式守与太夫
- 式守與之吉

※ 太字は、2024年9月現在襲名されている行司名を表す。